# Manuel Cavazos Lerma
Manuel Cavazos Lerma (Matamoros, Tamaulipas; 12 de marzo de 1946) es un economista y político mexicano,fue miembro del Partido Revolucionario Institucional. Ha sido dos veces Diputado Federal y senador de la República, y Gobernador de Tamaulipas de 1993 a 1999, exsecretario de acción electoral del CEN del PRI.

## Biografía
Nació en Matamoros, Tamaulipas, el 12 de marzo de 1946; hijo de Manuel Cavazos Rodríguez y de Clara Lerma Sánchez. Realizó sus estudios profesionales becado en el Instituto Tecnológico y de Estudios Superiores de Monterrey, (1963-1968) recibiéndose como licenciado en Economía en 1968, con la tesis “Análisis Estructural de la Economía Mexicana a través del modelo Insumo Producto”. Más tarde obtuvo Maestría en Economía en la Escuela de Economía y Ciencias de Londres, Inglaterra (1969-1972). Ha sido Profesor en el Instituto Tecnológico y de Estudios Superiores de Monterrey, en el ITAM y profesor e Investigador en el Centro de Estudios Monetarios Latinoamericanos (CEMLA).

## Trayectoria política
Pertenecio al PRI desde 1972, habiendo desempeñado cargos como: Representante del PRI en Tamaulipas y en Durango, miembro del Consejo Político del Comité Directivo Estatal del PRI en Tamaulipas (1991-1999). Fue Presidente del Comité Directivo Nacional de la Liga de Economistas Revolucionarios (1982-1984), Secretario General Adjunto del CEN del PRI, Delegado del PRI en San Luis Potosí, Baja California, Coahuila, Jalisco y Yucatán.

## Puestos de Elección Popular
Ha tenido los siguientes cargos de elección popular: diputado federal por el VIII Distrito Electoral Federal de Tamaulipas, 1982-1985; diputado por el mismo distrito durante 1988-1991; miembro del Colegio Electoral de la Cámara de Diputados (1982); presidente de la Comisión de Programación Presupuesto y Cuenta Pública en la LII Legislatura de la Cámara de Diputados; Secretario de la Gran Comisión, Presidente de la Comisión de Hacienda y Crédito Público y Coordinador de la Diputación Tamaulipeca de la LIV Legislatura de la Cámara de Diputados; Presidente de la Comisión de Desarrollo Social y miembro de la Gran Comisión de la LV Legislatura de la Cámara de Senadores y Gobernador Constitucional del Estado de Tamaulipas (1993-1999).

## Candidato a Senador
En 2011 fue Secretario de Acción Electoral del CEN del PRI, y renunció para registrarse como precandidato a Senador por Tamaulipas. El 15 de febrero de 2012, recibió la constancia que lo declara candidato a Senador. Fue senador por Tamaulipas por la vía plurinominal.

## Expulsión del PRI
El 31 de marzo de 2025, mediante una conferencia de prensa, el exgobernador empezó a dar comentarios sobre un suceso reciente, la acusaciones de Nidia Fabiola Blanco contra su medio-hermano, Cuauhtémoc Blanco, por intento de violación, y su intento de desafuero fallido.
Expresó que a Cuauhtémoc "Ya lo enjuiciaron, ya lo fusilaron, ya lo colgaron, ya es culpable.", añadiendo, "Si, pero en un país democrático, todos son inocentes, hasta que se pruebe lo contrario. Entonces a Cuauhtémoc, tienen que probarle, que intentó violar a su media hermana, que no está muy violable que digamos".
Esto desató la crítica a nivel nacional, ya que este comentario fue calificado como muy machista y misógino, causando que, horas más tarde, el líder del PRI, Alejandro Moreno, decidiera destituirlo del partido:
Las declaraciones que realizó el exgobernador Manuel Cavazos Lerma son inaceptables y no representan los valores del PRI ni el proyecto que estamos construyendo para México.
Por esa razón, he tomado la decisión de removerlo de su responsabilidad al interior del partido. Esta determinación responde al compromiso que tenemos con una política responsable, respetuosa y a la altura del pueblo de México.
En su lugar, he designado a Alejandra Andrade Becerril como nueva Secretaria de Operación Política, una joven talentosa, con trayectoria, capacidad y firme compromiso.
En el PRI respaldamos con firmeza a las mujeres. Sabemos que el respeto no es opcional, es un principio fundamental para ejercer el servicio público.
Nuestro país necesita una política seria, con visión, y con profundo sentido humano.
Al día siguiente, Cavazos Lerma, a través de su cuenta de Facebook, publicó: Humilde y encarecidamente ofrezco una sincera disculpa a quien ofendí directamente y a todas las personas que se hayan sentido agraviadas por mis infortunados comentarios. Nunca fue mi intención ofender a nadie. De corazón a corazón, les pido su perdón.